# Consulat général d'Espagne à Bayonne
Le consulat général d'Espagne à Bayonne est une représentation consulaire du Royaume d'Espagne en France. Il est situé boulevard du B.A.B., à Bayonne, en Nouvelle-Aquitaine.